# Powiat Sulęciński
Der Powiat Sulęciński ist ein Powiat (Kreis) in der polnischen Woiwodschaft Lebus. Der Powiat hat eine Fläche von 1177 km², auf der etwa 35.000 Einwohner leben.

## Gemeinden
Der Powiat umfasst fünf Gemeinden, davon
drei Stadt-und-Land-Gemeinden
- Lubniewice (Königswalde)
- Sulęcin (Zielenzig)
- Torzym (Sternberg)

und zwei Landgemeinden
- Krzeszyce (Kriescht)
- Słońsk (Sonnenburg)